# Araneus triangulus
Araneus triangulus là một loài nhện trong họ Araneidae.
Loài này thuộc chi Araneus. Araneus triangulus được Irving Fox miêu tả năm 1938.